# Euchlaena pectinaria
Euchlaena pectinaria är en fjärilsart som beskrevs av Denis och Ignaz Schiffermüller 1776. Euchlaena pectinaria ingår i släktet Euchlaena och familjen mätare. Inga underarter finns listade i Catalogue of Life.